# Spezifische Partialstoffmenge
Die spezifische Partialstoffmenge (Formelzeichen: q) ist gemäß DIN 1310 und DIN 32625 eine sogenannte Gehaltsgröße, also eine physikalisch-chemische Größe zur quantitativen Beschreibung der Zusammensetzung von Stoffgemischen/Mischphasen (z. B. Lösungen). Hierbei wird die Stoffmenge einer betrachteten Mischungskomponente auf die Gesamtmasse der Mischphase bezogen. Die Einheit ist mol pro kg.

## Definition und Eigenschaften
Die spezifische Partialstoffmenge qi ist definiert als Quotient aus der Stoffmenge ni einer betrachteten Mischungskomponente i und der Gesamtmasse m der Mischphase:
{\displaystyle q_{i}={\frac {n_{i}}{m}}}
Die Gesamtmasse m der Mischphase ist die Summe der Einzelmassen aller Mischungskomponenten, nachfolgend formuliert für ein allgemeines Gemisch aus insgesamt Z Komponenten (Index z als allgemeiner Laufindex für die Summenbildung, schließt i mit ein):
{\displaystyle m=\sum _{z=1}^{Z}m_{z}}
Die dem Stoffmengenbegriff zugrunde liegenden „Teilchen“ sind ggf. zu spezifizieren, es können stoffliche Elementarobjekte wie Atome, Moleküle, Ionen oder auch Formeleinheiten (wie im NaCl-Beispiel unten) sein.
Der Bezug auf die Gesamtmasse m der Mischphase unterscheidet die spezifische Partialstoffmenge qi von der sehr ähnlichen Gehaltsgröße Molalität bi. Bei jener auf Lösungen beschränkten Gehaltsgröße wird die Stoffmenge eines betrachteten gelösten Stoffes i auf die Masse des Lösungsmittels (nachfolgend mit j indiziert) bezogen:
{\displaystyle b_{i}={\frac {n_{i}}{m_{j}}}}
Beide Gehaltsgrößen besitzen die gleiche Dimension und entsprechend die gleiche abgeleitete SI-Einheit mol/kg.
Vorteilhafterweise ist die spezifische Partialstoffmenge ebenso wie die Molalität – im Gegensatz zu den volumenbezogenen Gehaltsgrößen (Konzentrationen wie z. B. die Stoffmengenkonzentration; Volumenanteil; Volumenverhältnis) – unabhängig von Temperatur und Druck, da sich Massen und Stoffmengen im Gegensatz zu Volumina mit der Temperatur bzw. dem Druck nicht ändern, sofern keine stofflichen Umsetzungen eintreten. Zudem ermöglicht ihre Verwendung eine höhere Genauigkeit, da sich Massen exakter bestimmen lassen als Volumina, und eventuelle Volumenkontraktionen (oder -dilatationen) bei der Lösungsherstellung nicht berücksichtigt werden müssen.

## Verwendung
Die Gehaltsgröße spezifische Partialstoffmenge ist für viele Anwendungen aus dem Bereich der Festkörperchemie, der Analytischen Chemie und der Stöchiometrie sehr gut geeignet. Das gilt insbesondere für die Beschreibung der chemischen Zusammensetzung von festen Gemischen, deren Volumina schlecht oder gar nicht, deren Massen aber gut bestimmt werden können, beispielsweise Legierungen sowie feste chemische Verbindungen einschließlich der makromolekularen Verbindungen (Polymere, dabei auch funktionalisierte Polymere wie z. B. Ionenaustauscher). Je nach Anwendung kommen hierbei auch andere Benennungen vor, z. B. Kapazität (Ionenaustauscher), Belegung (funktionalisierte Polymere), spezifische Stoffmenge (Elementaranalyse).
Bei gravimetrisch – anstatt wie üblich volumetrisch – durchgeführten Titrationen (Wägetitrationen) werden spezifische Partialstoffmengen als Gehaltsangabe für die Maßlösungen verwendet.

## Zusammenhänge mit anderen Gehaltsgrößen
In der folgenden Tabelle sind die Beziehungen der spezifischen Partialstoffmenge qi mit den anderen in der DIN 1310 definierten Gehaltsgrößen in Form von Größengleichungen zusammengestellt. Dabei stehen die mit einem Index versehenen Formelzeichen M bzw. ρ für die molare Masse bzw. Dichte (bei gleichem Druck und gleicher Temperatur wie im Stoffgemisch) des jeweiligen durch den Index bezeichneten Reinstoffs. Das Formelzeichen ρ ohne Index repräsentiert die Dichte der Mischphase. Der Index z dient wie oben als allgemeiner Laufindex für die Summenbildungen und schließt i mit ein.
NA ist die Avogadro-Konstante (NA ≈ 6,022·1023 mol−1).
|                           | Massen-…                                                                                  | Stoffmengen-…                                                                           | Teilchenzahl-…                                                                          | Volumen-… |
| ------------------------- | ----------------------------------------------------------------------------------------- | --------------------------------------------------------------------------------------- | --------------------------------------------------------------------------------------- | --- |
| …-anteil                  | Massenanteil w                                                                            | Stoffmengenanteil x                                                                     | Teilchenzahlanteil X                                                                    | Volumenanteil φ |
| …-anteil                  | {\displaystyle q_{i}={\frac {w_{i}}{M_{i}}}}                                              | {\displaystyle q_{i}={\frac {x_{i}}{\sum _{z=1}^{Z}(x_{z}\cdot M_{z})}}}                | {\displaystyle q_{i}={\frac {X_{i}}{\sum _{z=1}^{Z}(X_{z}\cdot M_{z})}}}                | {\displaystyle q_{i}={\frac {\varphi _{i}\cdot \rho _{i}}{M_{i}\cdot \sum _{z=1}^{Z}(\varphi _{z}\cdot \rho _{z})}}} |
| …-konzentration           | Massenkonzentration β                                                                     | Stoffmengenkonzentration c                                                              | Teilchenzahlkonzentration C                                                             | Volumenkonzentration σ                                                                                               |
| …-konzentration           | {\displaystyle q_{i}={\frac {\beta _{i}}{M_{i}\cdot \rho }}}                              | {\displaystyle q_{i}={\frac {c_{i}}{\rho }}}                                            | {\displaystyle q_{i}={\frac {C_{i}}{N_{\mathrm {A} }\cdot \rho }}}                      | {\displaystyle q_{i}={\frac {\sigma _{i}\cdot \rho _{i}}{M_{i}\cdot \rho }}}                                         |
| …-verhältnis              | Massenverhältnis ζ                                                                        | Stoffmengenverhältnis r                                                                 | Teilchenzahlverhältnis R                                                                | Volumenverhältnis ψ                                                                                                  |
| …-verhältnis              | {\displaystyle q_{i}={\frac {1}{\sum _{z=1}^{Z}\zeta _{zi}}}\cdot {\frac {1}{M_{i}}}}     | {\displaystyle q_{i}=r_{ij}\cdot q_{j}={\frac {1}{\sum _{z=1}^{Z}(r_{zi}\cdot M_{z})}}} | {\displaystyle q_{i}=R_{ij}\cdot q_{j}={\frac {1}{\sum _{z=1}^{Z}(R_{zi}\cdot M_{z})}}} | {\displaystyle q_{i}={\frac {\rho _{i}}{M_{i}\cdot \sum _{z=1}^{Z}(\psi _{zi}\cdot \rho _{z})}}}                     |
| Quotient Stoffmenge/Masse | Molalität b                                                                               | Molalität b                                                                             |                                                                                         | |
| Quotient Stoffmenge/Masse | {\displaystyle q_{i}=b_{i}\cdot q_{j}\cdot M_{j}} (i = gelöster Stoff, j = Lösungsmittel) |                                                                                         |                                                                                         | |
| Quotient Stoffmenge/Masse | spezifische Partialstoffmenge q                                                           |                                                                                         |                                                                                         | |
| Quotient Stoffmenge/Masse | {\displaystyle q_{i}}                                                                     |                                                                                         |                                                                                         | |

Da das molare Volumen Vm eines Reinstoffes gleich dem Quotienten aus seiner molaren Masse und seiner Dichte ist (bei gegebener Temperatur und gegebenem Druck), können die in vorstehender Tabelle in einigen Gleichungen in reziproker Form auftretenden Terme entsprechend ersetzt werden:
{\displaystyle {\frac {M_{i}}{\rho _{i}}}=V_{\mathrm {m} ,i}\ \Leftrightarrow \ {\frac {\rho _{i}}{M_{i}}}={\frac {1}{V_{\mathrm {m} ,i}}}}
Die Summation der spezifischen Partialstoffmengen aller Mischungskomponenten ergibt den Kehrwert der mittleren molaren Masse {\displaystyle {\overline {M}}} der Mischphase (Gesamtstoffmenge n = Summe der Einzelstoffmengen aller Mischungskomponenten):
{\displaystyle \sum _{z=1}^{Z}q_{z}=\sum _{z=1}^{Z}{\frac {n_{z}}{m}}={\frac {n}{m}}={\frac {1}{\overline {M}}}}

## Beispiel
Es wird eine wässrige Lösung von Kochsalz (Natriumchlorid NaCl) aus genau einem halben Mol NaCl (unter Heranziehung der molaren Masse von NaCl entspricht dies einer Masse von 0,5 mol · 58,44 g/mol = 29,22 Gramm) und einem halben Kilogramm, also 500 Gramm Wasser (H2O) hergestellt; die Gesamtmasse der Lösung ergibt sich somit zu rund 529,2 Gramm. Die Molalität von NaCl in dieser Lösung beträgt dann:
{\displaystyle b_{\mathrm {NaCl} }={\frac {n_{\mathrm {NaCl} }}{m_{\mathrm {H_{2}O} }}}={\frac {\mathrm {0{,}5\ mol} }{\mathrm {0{,}5\ kg} }}=\mathrm {1{,}000\ mol/kg} }
Die spezifische Partialstoffmenge von NaCl in dieser Lösung ist etwas kleiner:
{\displaystyle q_{\mathrm {NaCl} }={\frac {n_{\mathrm {NaCl} }}{m}}={\frac {\mathrm {0{,}5\ mol} }{\mathrm {0{,}5292\ kg} }}\approx \mathrm {0{,}945\ mol/kg} }